# 天台山伍龙寺
天台山伍龙寺位于中国贵州省安顺市平坝县天龙镇，又称清净禅院，始建于明万历十八年（1590年），集佛寺、道观及军事堡垒于一体，2001年被列为第五批全国重点文物保护单位。
天台山高约70米，三面绝壁，仅一面为陡坡。山顶伍龙寺，有山门、大佛殿、玉皇阁、关圣殿、祖师殿等建筑，整个建筑群的外墙紧贴悬崖而建。大佛殿面阔10.29米，进深8.42米，前廊顶上为鹤颈轩，轩梁下有“二十四孝”浮雕。玉皇阁面阔8.1米，进深5.48米，二层三檐歇山顶。关圣殿面阔12.9米，进深8.63米。祖师殿面阔12.44米。

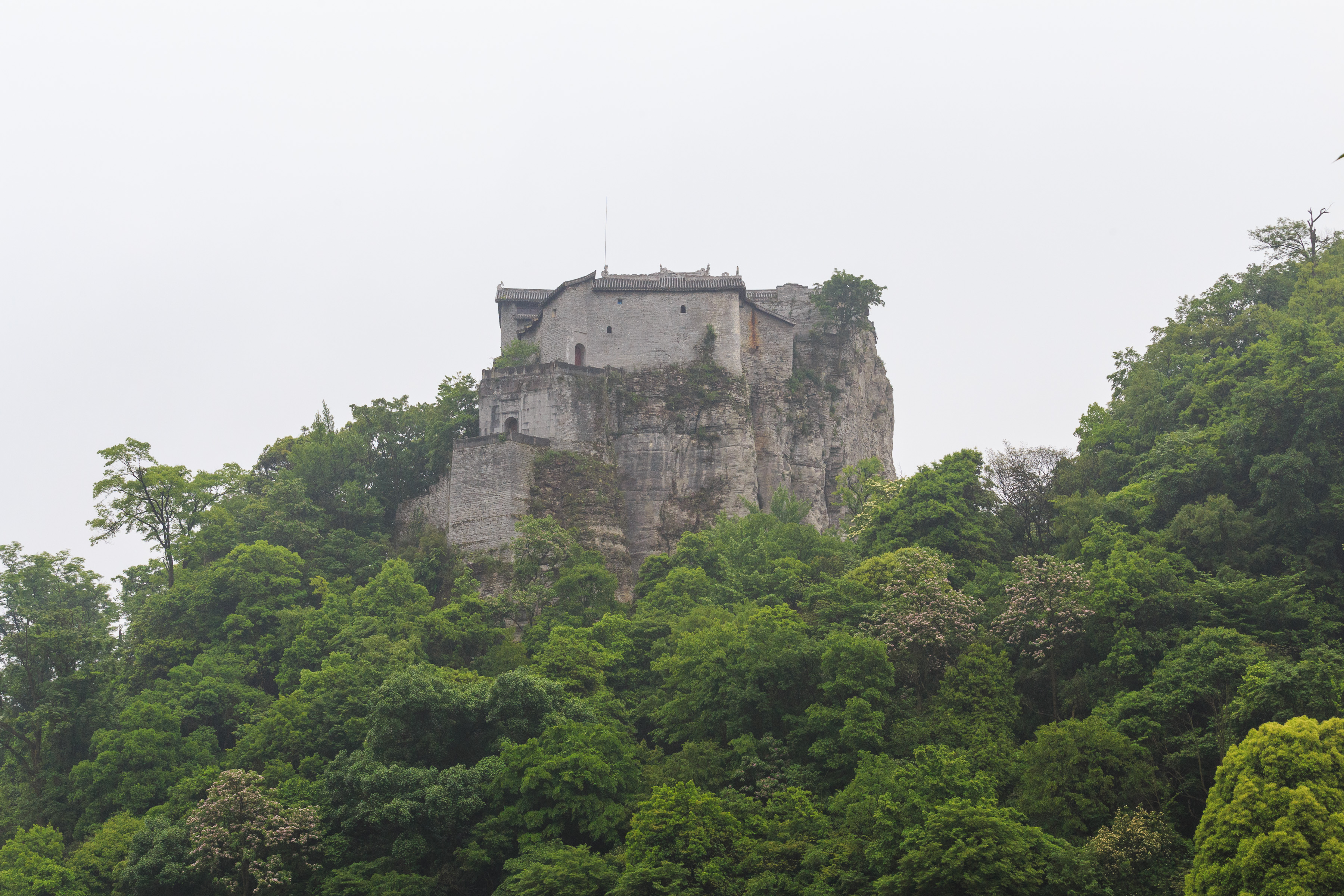